# Vikingzanddraadje
Het Vikingzanddraadje (Grania vikinga) is een ringworm uit de familie van de Enchytraeidae. De wetenschappelijke naam van de soort werd in 2003 voor het eerst geldig gepubliceerd door Rota & Erseus.